# Polícia-do-mato
Granatelo-de-peito-rosa ou polícia-do-mato-de-peito-rosa (Granatellus pelzelni) é uma espécie de ave da família Cardinalidae.
Pode ser encontrada nos seguintes países: Bolívia, Brasil, Guiana Francesa, Guiana, Suriname e Venezuela.

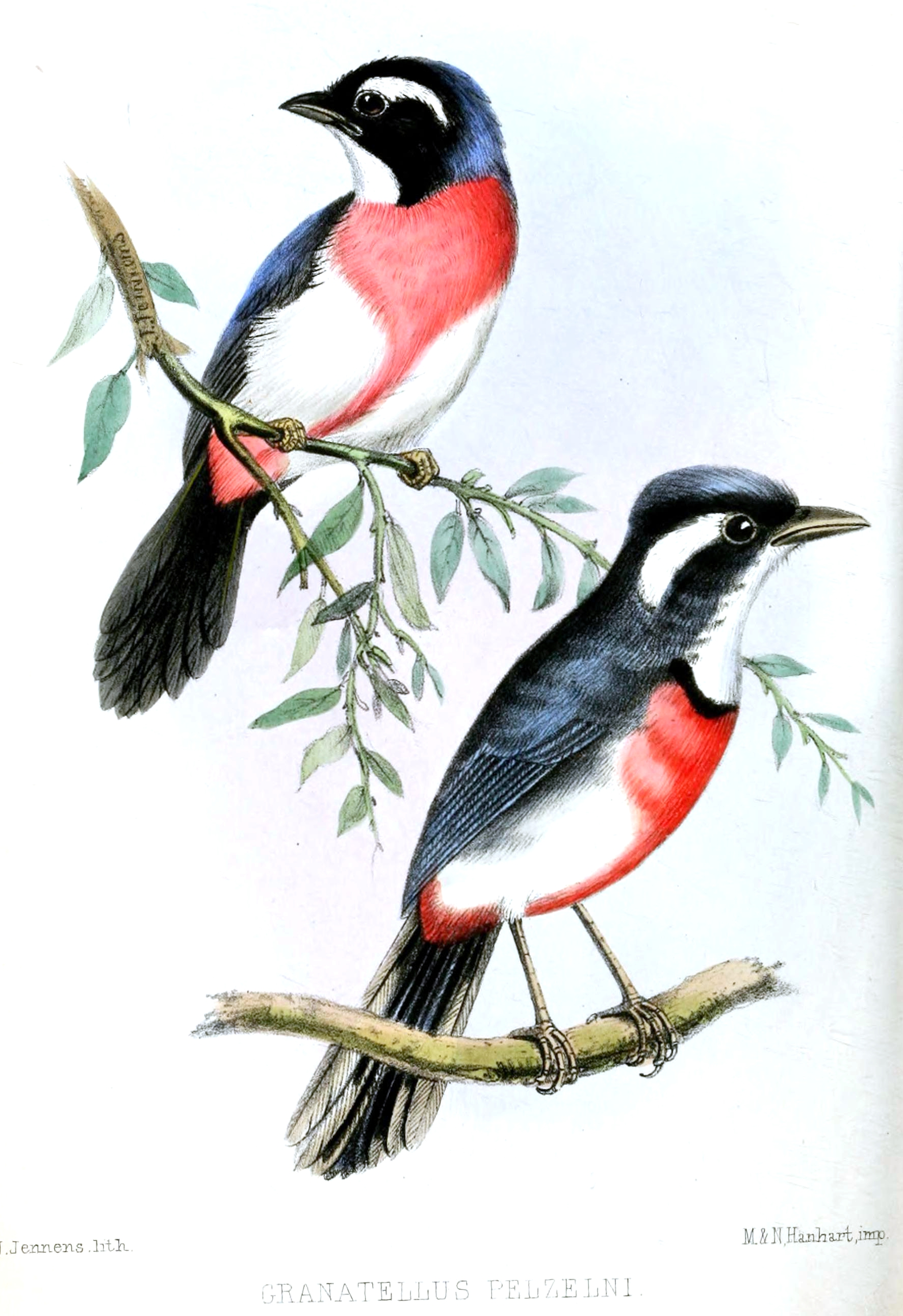

Os seus habitats naturais são: florestas subtropicais ou tropicais húmidas de baixa altitude.